# Magazzino toscano
Magazzino toscano (abreviado Mag. Tosc.) fue una revista con ilustraciones y descripciones botánicas que fue editada en Italia. Se publicaron 31 números desde 1770 hasta 1777.